# Ismar de Góis Monteiro
Ismar de Góis Monteiro (Maceió, 27 de outubro de 1906 — Rio de Janeiro, 21 de fevereiro de 1990) foi um militar e político brasileiro cuja família exerceu o mandarinato em Alagoas durante o Estado Novo.

## Biografia
Filho de Pedro Aureliano Monteiro dos Santos e Constança Cavalcante de Góis Monteiro. Ingressou na Escola Militar do Realengo em 1924 e seguiu carreira militar a exemplo do que aconteceu com seus irmãos ascendendo ao meio político a partir da proximidade da família com Getúlio Vargas que nomeou seu irmão Pedro Aurélio Ministro da Guerra mas foi em Alagoas que a família mantinha a base de seu poder político e nesse diapasão Ismar de Góis Monteiro perdeu a eleição para o governo do estado via Assembleia Estadual Constituinte em 26 de maio de 1935, mas foi interventor federal no estado entre 1941 e 1945, o segundo governador da linhagem. Eleito o primeiro presidente do PSD no estado, deixou o governo para se candidatar ao Senado e foi eleito.
Foi vice-presidente da Companhia Siderúrgica Nacional durante o primeiro semestre de 1961 e tentou retornar ao Senado Federal em 1954 e 1962, mas não foi eleito.